# Jan van Nost

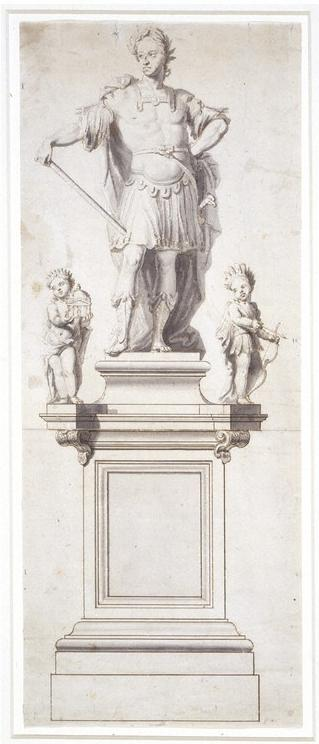
Dibujo preparatorio de Jan van Nost para una estatua de Guillermo III de Inglaterra, Victoria & Albert Museum

Jan van Nost (fallecido en Londres en agosto de 1710) fue un escultor flamenco, de Malinas. Estuvo empleado en el taller de Artus Quellinus III, y al fallecimiento de éste se casó con su viuda. Se trasladó a Inglaterra a finales del siglo XVII, donde se estableció en Haymarket.
Fue prolífico y recibió numerosos encargos, incluyendo trabajos en Melbourne Hall en Derbyshire, en el Castillo de Howard, de Palacio de Buckingham  y la Chatsworth House. Muchas de sus estatuas eran realizadas con plomo.